# Première rhapsodie

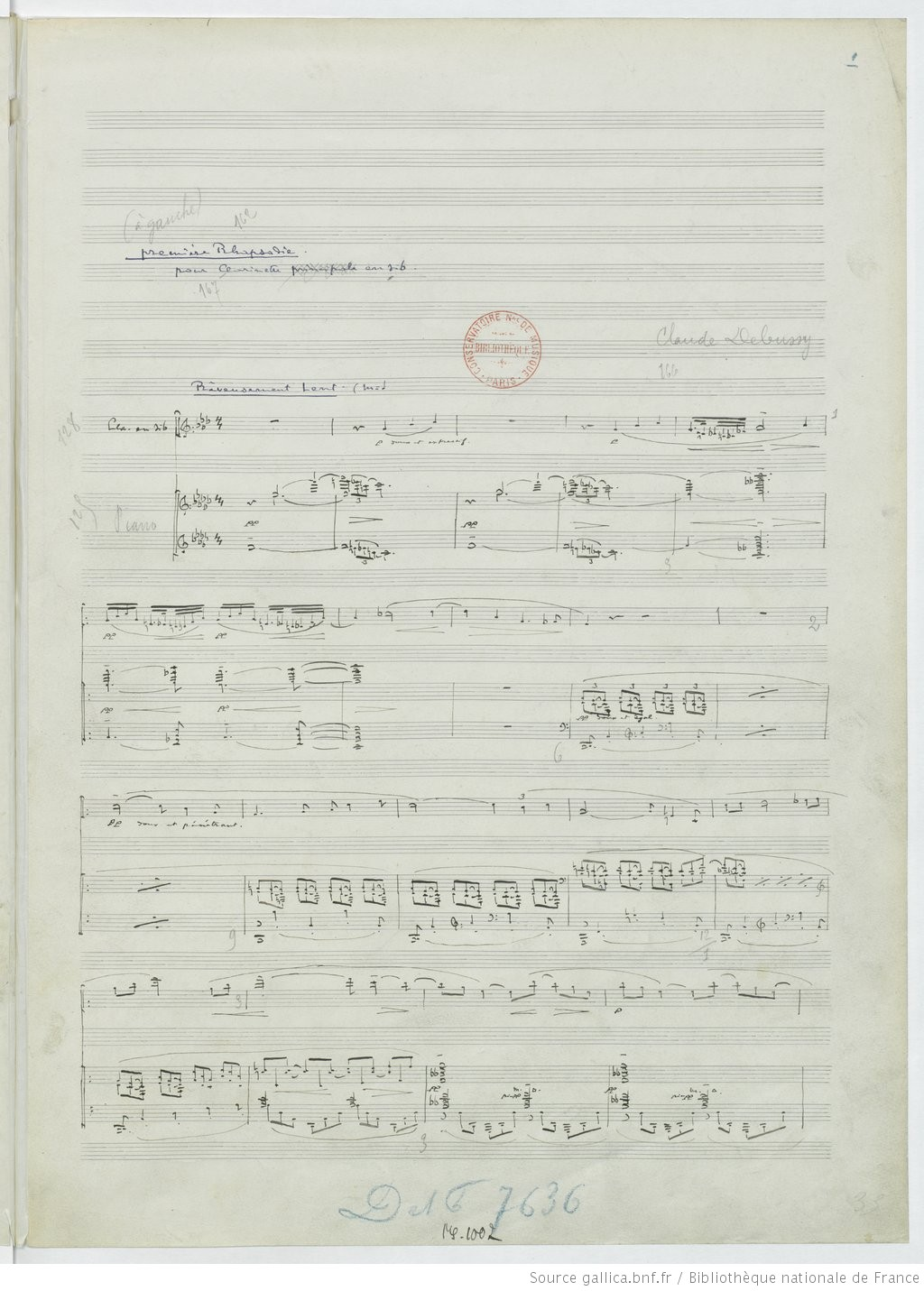
Partitura de Premiére Rhapsodie por Debussy

La Première rhapsodie (Primera rapsodia) de Claude Debussy es una pieza para clarinete solista acompañado. Compuesta entre diciembre de 1909 y enero de 1910, fue dedicada al profesor de clarinete francés Prosper Mimart.
En 1909, Gabriel Fauré, director del Conservatorio de París, nombró a Debussy miembro de su consejo de administración (le Conseil Supérieur). Una de sus primeras funciones fue la de suministrar dos obras para los exámenes de acceso a clarinete del próximo año. La Rhapsodie se estrenó como parte de los exámenes el 14 de julio de 1910. La composición original era para clarinete y piano; Debussy publicó su propia orquestación del acompañamiento en 1911, después del estreno oficial con Mimart.